# Antonín Hájek (fotbalista)
Antonín Hájek  (5. února 1916 – 16. listopadu 1983) byl český fotbalista.
Mimořádně talentovaný plzeňský útočník hrál za dospělé již od svých 16 let (Olympia Plzeň), v roce 1934 pak přestoupil do konkurenčního SK Plzeň (společně se svým mladším bratrem Františkem, se kterým vytvořili výborně sehranou dvojici). Během následujících 10 let pak v naší nejvyšší soutěži nastřílel úctyhodných 201 branek (více mají na svém kontě již jen Josef Bican a Vlastimil Kopecký), všechny za SK Plzeň, přičemž jubilejní 100. ligovou branku vstřelil v 23 letech. Za Československo nikdy nehrál reprezentační zápas.
Skvělé fotbalové vyhlídky mu přibrzdila 2. světová válka a na hřišti také častá zranění. Jako aktivní hráč končil kariéru v Horymíru Příbram, divizní Olympii Plzeň, kam se vrátil v roce 1948, a Sokolu Starý Plzenec, krátce pak působil jako rozhodčí a funkcionář.

## Ligová bilance
- První ligové utkání: 26.8.1934 SK Plzeň-Bohemians Praha 1:2
- První ligová branka: 7.10.1934 SK Židenice-SK Plzeň 4:1
- 100. ligová branka: 5.3.1939 SK Libeň-SK Plzeň 1:3
- 200. ligová branka: 23.4.1944 SK Plzeň-Bohemia Praha 2:0
- Poslední ligová branka: 10.6.1944 Sparta Praha-SK Plzeň 10:1
- Poslední ligové utkání: 25.6.1944 ASO Olomouc-SK Plzeň 5:0

| Ročník               | Zápasy | Góly | Klub     |
| -------------------- | ------ | ---- | -------- |
| Státní liga 1934/35  | 21     | 14   | SK Plzeň |
| Státní liga 1935/36  | 26     | 35   | SK Plzeň |
| Státní liga 1936/37  | 22     | 20   | SK Plzeň |
| Státní liga 1937/38  | 21     | 16   | SK Plzeň |
| Státní liga 1938/39  | 18     | 25   | SK Plzeň |
| Národní liga 1939/40 | 17     | 18   | SK Plzeň |
| Národní liga 1940/41 | 21     | 23   | SK Plzeň |
| Národní liga 1941/42 | 20     | 22   | SK Plzeň |
| Národní liga 1942/43 | 21     | 23   | SK Plzeň |
| Národní liga 1943/44 | 16     | 5    | SK Plzeň |
| CELKEM               | 203    | 201  |          |

## Zajímavosti
V roce 2019 byla v Plzni po Antonínu Hájkovi pojmenována ulice, která původně nesla název Mezi Stadiony.